# Верхній Токмак
Ве́рхній Токма́к — село в Україні, у Чернігівській селищній громаді Бердянського району Запорізької області. Населення становить 986 осіб (1 січня 2015). До 2020 орган місцевого самоврядування — Верхньотокмацька сільська рада.

## Географія
Село Верхній Токмак розташоване у верхів'ї річки Токмак; нижче за течією на відстані 4,5 км розташоване село Могиляни. Поруч проходить залізниця, станція Верхній Токмак I за 4 км.
У межах с. Верхній Токмак, уздовж лівого та правого берегів р. Томак утворено ландшафтний заказник «Урочище скелі» площею 40 га.

## Історія
Село засноване 1790 року як хутір селян Чернігівки. Назване за назвою річки. Пізніше в село прибули селяни з Чернігівської та Полтавської губерній. До 1854 року в користуванні орною землею практикувалося захоплення, а сінокоси ділилися за ревізькими душами. 1854 року проведено переділ всіх земельних угідь.
Поселенці були релігійними. Спочатку вони були прихожанами чернігівського храму, пізніше в селі збудували дерев'яну церкву, 1863 року збудовано нову кам'яну церкву з дзвіницею, яку було освячено в грудні того ж року в ім'я Архангела Михайла.
1864 року в 125 дворах проживало 450 чоловіків і 386 жінок.
1887 року в селі нараховувалося 223 двори та 1790 жителів.
За переписом 1897 року кількість мешканців становила 2081 особи (1033 чоловічої статі та 1048 — жіночої), з яких 2078 — православної віри.
З кінця XIX ст. в селі працює початкова школа, працює 5 млинів, 3 магазини, 1 бакалійна й мануфактурна лавки.
За місцем розташування село ніби ділилося на дві частини — Верхній Токмак і Вершина Токмак, які конкурували між собою. Оскільки церква була збудована у Вершині, то 1896 року збудували ще одну у Верхньому Токмаці.
7 (20) листопада 1917 року, відповідно до Третього Універсалу Української Центральної Ради, увійшло до складу Української Народної Республіки.
Революція й громадянська війна принесли занепад. Кадети побили деяких жителів, а одного розстріляли. Жителі села воювали менше за білих, а більше — за більшовиків і Махна.
Після утвердження радянської влади настав голод 1921—1922 років. Смерть забрала близько 300 жителів села.
Нова економічна політика принесла деякий спокій і розвиток села. Деякі господарства зміцніли.
Більшовики змінили курс на колективізацію. Кращих господарів було пограбовано й виселено. Розкуркулення супроводилося й погромами церков. Обидва храми були закриті.
1929 року було організовано сільгоспартіль «Вільний клин», потім утворили ще дві.
У 1932—1933 роках від голоду в селі померло приблизно 350 осіб. 1933 року залишилося 132 двори й цього року в село переселили по 30 сімей із Брянщини й Орловщини.
Під час сталінських репресій було репресовано 6 жителів села.
Завдяки важкій праці селян напередодні війни відбулося деяке покращення матеріальної бази колгоспів, в селі збудували семирічну школу, клуб та інші громадські споруди.
З початком війни більшість чоловіків села пішла на фронт. 132 жителі села зазнали фашистської неволі. 17 вересня 1943 року село було звільнене військами 2-ї гвардійської армії Південного фронту. Воювало 297 місцевих жителів, 126 з них загинули.
У період відбудови приблизно 50 жителів села відбудовували Дніпрогес, шахти Донбасу й заводи Запоріжжя. Селяни відновили колгоспи, які 1959 року об'єднано в один. Було збудовано нову середню школу, банно-пральний комбінат, ферми, готель, їдальню, житлові будинки. Працював дитсадок.
На початок XXI ст. в селі працює агрофірма, кілька фермерських і селянських господарств, школа, амбулаторія, будинок культури, пошта, кілька крамниць, готель.
12 червня 2020 року, відповідно до Розпорядження Кабінету Міністрів України від  № 713-р «Про визначення адміністративних центрів та затвердження територій територіальних громад Запорізької області», увійшло до складу Чернігівської селищної громади.
17 липня 2020 року після ліквідації Чернігівського району село увійшло до Бердянського району.

### Російсько-українська війна
Невдовзі після початку повномасштабної російської збройної агресії взимку 2022 року село було окуповане російськими загарбниками. Але наприкінці липня, після ударів Збройних Сил в ніч на 29 липня по місцях дислокації окупантів поблизу селищ Верхній Токмак та Чернігівка, російська армія вирішила відвести особовий склад та техніку на іншу позицію.
Так, близько 40 поранених окупанти перевезли в госпіталь, що в місті Пологи. Водночас з селища Чернігівка було майже в повному складі виведено підрозділи армії РФ — наразі окупанти залишили там лише декілька блок-постів та не більш як 100 військових. Всі інші разом з технікою втекли до міст Токмак та Бердянськ.
У ГУР МОУ зазначають, що виведення військ з цих населених пунктів окупанти хочуть «замаскувати» під планову ротацію, однак насправді вони повністю покидають населений пункт і вже мінують під'їзні дороги.

## Населення
Згідно з переписом УРСР 1989 року чисельність наявного населення села становила 1227 осіб, з яких 573 чоловіки та 654 жінки.
За переписом населення України 2001 року в селі мешкала 1081 особа.

### Мова
Розподіл населення за рідною мовою за даними перепису 2001 року:
| Мова       | Відсоток |
| ---------- | -------- |
| українська | 96,26 %  |
| російська  | 2,83 %   |
| білоруська | 0,27 %   |
| болгарська | 0,27 %   |
| вірменська | 0,18 %   |
| молдовська | 0,18 %   |

## Економіка
- Верхньотокмацьке хлібоприймальне підприємство, ЗАТ.
- ПСП «РОСТОК-АГРО».

## Об'єкти соціальної сфери
- Школа.
- Дитячий садочок.
- Клуб.
- Будинок культури.
- Фельдшерсько-акушерський пункт.

## Пам'ятки
- Михайлівська церква — пам'ятник архітектури середини ХІХ ст.
- Верхньотокмацький «Стоунхенж»
- Скеля «Чортів палець»
- Урочище «Скелі»